# Tmesisternus vagus
Tmesisternus vagus là một loài bọ cánh cứng trong họ Cerambycidae.